# Рейд на Лос-Баньос
Рейд на Лос-Баньос (Pagsalakay ng Los Baños) — рейд американских парашютистов и филиппинских партизан 23 февраля 1945 года на Филиппинах.

## Освобождение Филиппин
После высадки сил Шестой армии США в заливе Лингаен 9 января 1945 года и Восьмой армии в Насугбу, провинции Батангас 31 января 1945 с целью захвата острова Лусон силы императорской армии Японии периодически отбрасывались назад, ситуация становилась всё более отчаянной. Вскоре до командования союзников стали доходить новости, что японцы при отступлении убивают безвинных мирных жителей и военнопленных.
С начала войны генерал Дуглас Макартур был весьма обеспокоен участью тысяч военнопленных, разбросанных по лагерям на острове Лусон. Было опасение, что они могут быть убиты в то время как освобождение было столь близким. До этого были проведены несколько дерзких рейдов с целью спасения пленных: на лагерь Кабанатуан, на лагерь Санто-Томас и на тюрьму Билибид в ходе сражения за Манилу.

## Лагерь Лос-Баньос
Лагерь Лос-Баньос находился в здании колледжа сельского хозяйства и лесного колледжа (сейчас это филиппинский университет Лос-Баньос). Площадь лагеря составляла 60 акров (240 тыс. м²), он находился у подножия горы (потухшего вулкана) Макилинг, близ северной границы муниципалитета Лос-Баньос, выходящего к побережью озера Бай. В лагере содержались гражданские и военнопленные. Лагерь был построен рядом с университетским зданием Бейкер-холл первой группой из 800 человек, прибывших в мае 1943 года. В декабре 1943 прибыло ещё 200 заключённых из лагеря Санто-Томас, в апреле 1944 — 500 и 150 в декабре.
За заборами из колючей проволоки в лагере находились американцы, британцы, австралийцы, голландцы, норвежцы, поляки, итальянцы и канадцы. За исключением одиннадцати медсестёр ВМС под руководством главной медсестры Лоры М. Кобб (некоторые из военных медсестёр получили прозвище «Ангелы Батаана и Коррегидора») и нескольких служащих большинство заключённых составляли гражданские: предприниматели, учителя, банкиры и миссионеры, захваченные японцами в связи с началом войны, и размещённые в различных лагерях военнопленных по стране.
Военнопленные образовали исполнительный комитет для переговоров с охраной по вопросам самоуправления, пределах свободы и уступок, которые можно было бы добиться от японских тюремных властей. Тем не менее, заключённым пришлось довольствоваться урезанными рационами, ограниченным комплектом одежды, плохими жилищными условиями, отсутствием санитарии и терпеть садистские наклонности охраны лагеря. В начале 1945 условия пребывания стали поистине адскими, рационы принудительно уменьшались, обращения стало жестоким, этого добивался заместитель коменданта лагеря Садааки Кониши.

## Подготовка рейда
В середине 1944 в южный район Тихоокеанского театра прибыла 11-я американская воздушно-десантная дивизия под командованием генерал-майора Джозефа Свинга. Дивизия прошла боевую подготовку на Новой Гвинее, после чего приняла участие в высадке в заливе Лейте. 11-я дивизия и боевая парашютная группа 503-го полка были единственными воздушно-десантными частями на Тихоокеанском театре. После Лейте 31 января в Насугбу высадился 188-й планерный пехотный полк Восьмой армии, а 511-й парашютный полк десантировался у окраин города Тагатай.
3 февраля 1945 года генерал-майор Свинг получил запрос о операции по спасению заключённых в лагере Лос-Баньос, находившимся в 20 милях от японской линии фронта. Но в это время 11-я парашютная дивизия вступила в серию ожесточённых боёв к югу от Манилы. Японцы оказали упорное сопротивление у аэродрома Николс-Филд и у Форта Уильяма Маккинли, что сделало невозможным немедленное развёртывание дивизии. В качестве временной меры генерал-майор Свинг приказал подчинённым разработать план, который можно было бы реализовать в кратчайшие сроки. 18 февраля первый батальон 511-го парашютного полка под командованием майора Генри Бёрджеса, который по планам являлся основным отрядом для выполнения миссии, был отозван с боевой позиции у т. н. линии Генко (системы укреплений из блокирующих дотов и противотанковых препятствий вдоль южного района Манилы Лас Пиньяс) и проследовал в Параньяк для отдыха и перегруппировки.
20 февраля 1945 ситуация на Лусоне облегчилась, что дало возможность снять с фронта различные части и направить их на выполнение задания. Частям было приказано идти в точки сбора и быть готовыми к выходу на задание. Рейд был назначен на 23 февраля в 07.00.
Для воздушно-десантной части плана штурма командир 511-го полка подполковник Эдвардс Лахти выделил роту В первого батальона 511-го парашютного пехотного полка 11-й воздушно-десантной дивизии под командованием первого лейтенанта Джона Ринглера и взвод лёгких пулемётов штабной роты под командованием второго лейтенанта Уолтера Хеттингера.
188-му планерному пехотному полку была поставлена, возможно, самая сложная задача — остановить контратаку с главного шоссе. За рекой Сан-Хуан размещалось лагерем около 8-10 тыс. японских войск из восьмой «тигровой» дивизии под командованием генерал-лейтенанта Шизуо Ёкоямы.

## Помощь партизан
В освобождении лагеря ключевую роль сыграли различные филиппинские партизанские группы, действующие в окрестностях Лос-Баньоса. После того как USAFFE (командование силами США на Дальнем востоке) утратило власть на Филиппинах для координации партизанских сил было создано Главное партизанское командование Лусона (General Guerrilla Command (GGC) под руководством майора армии США Дея Д. Вандерпула.
Среди наиболее активных групп была Hunters ROTC, собранная первоначально из бывших кадетов Филиппинской военной академии вместе с бывшими членами ROTC (учебный корпус офицеров резерва) и студентами колледжей под командованием полковника Фрэнка Куесады. GGC обратилась к другим группам таким как Собственные партизаны президента Куезона (President Quezon’s Own Guerrillas (PQOG) под командованием полковника Фила Авансеньи, Отряд Красного Льва, филиппино-китайский 48-й эскадрон, марксистская группа Укбалахапс с просьбой о координации операция в районе Лос-Баньоса.
Среди участников рейда из группы Hunters-ROTC был 16-летний Марио Монтенегро, будущая филиппинская кинозвезда.

## Ход рейда
Задолго до прибытия американского отряда партизаны провели разведывательные действия, собрав точную информацию о военнопленных в Лос-Баньосе и об охране. Многие из пленных до войны были давними друзьями партизан и их семей. Поскольку подполковник Густаво Инглес был назначен верховным координатором партизанских действий в 11-й воздушно-десантной дивизии, информация была передана штабу генерал-майора Свинга, в том числе полковнику Генри Мюллеру (G-2) и полковнику Дугласу Квандту (G-3), а также другим планировщикам высшего звена, который доработал окончательно стратегию.
12 февраля 19-летний филиппинец греческого происхождения Фредди Зервулакос тайком выбрался из лагеря и вступил в контакт с партизанами. Его отправили обратно в лагерь, дав обещание спасти заключённых. Комитет военнопленных решил, что будет лучше ничего не предпринимать. Спустя неделю гражданский, инженер Пит Майлс, убежавший из лагеря, предоставил важную информацию планировщикам 11-й воздушно-десантной дивизии, в частности о распорядке в лагере, местонахождение военных и точно расположение пленных. Это дало важное преимущество для стратегов и позволило им завершить разработку четырёхэтапного плана, приуроченного ко времени учений охраны лагеря, которые проводились японскими войсками без одежды, снаряжения и оружия, что сводило к минимуму риск причинения вреда интернированным во время спасения. Тем временем два офицера в звании лейтенантов провели разведку зоны высадки с партизанами и двумя пленными.
Ранним утром в пятницу 23 февраля 1945 года сводный отряд из парашютистов армии США и филиппинских партизан освободили 2147 гражданских, представителей держав союзников и интернированных военных из японского лагеря для интернированных (бывшего кампуса сельскохозяйственной школы). При этом были убиты 250 японцев, составлявших гарнизон лагеря. 

## Результаты
Рейд считается одной из наиболее успешных спасательных операций в современной военной истории, он стал вторым рейдом объединённых американо-филиппинских сил в течение месяца, после рейда на лагерь Кабанатуан на острове Лусон 30 января, в ходе которого были спасены 522 военнопленных держав Союзников. 
В 2015 году писатель и автор бестселлеров Брюс Хендерсон написал о событиях рейда документальную книгу Rescue at Los Baños: The Most Daring Prison Camp Raid of World War II.